# Principia ethica
Principia ethica è un trattato scritto dal filosofo britannico George Edward Moore e pubblicato nel 1903. È diventato un testo di riferimento dell'etica contemporanea, anche perché introdusse il concetto di fallacia naturalistica (naturalistic fallacy). È un punto di partenza fondamentale nell'elaborazione della filosofia analitica e acuto strumento speculativo per dimostrare l'incertezza filosofica delle argomentazioni del naturalismo etico.
Secondo Moore l'etica deve occuparsi di tre domande: 
1) Qual è il significato del predicato 'buono'?
2) Quali cose sono buone?
3) Come dobbiamo agire?
La prima domanda definisce l'ambito della metaetica, cioè la riflessione sul significato dei termini che utilizziamo nei giudizi morali; la seconda e la terza domanda si collocano nell'etica normativa, cioè nel tentativo di dare una risposta positiva ai nostri dilemmi morali. Moore ritiene che per avere risposte adeguate in etica normativa dobbiamo anzitutto fare chiarezza sul significato di 'buono'. Qual è dunque questo significato? La tesi centrale di Moore è che 'buono' denota una proprietà semplice, indefinibile e non analizzabile.
Per esprimere diversamente questo assunto si pensi ad un colore: ad esempio il rosso. Come si può spiegare "il rosso" a chi non ha mai visto il rosso? O lo si vede o non lo si vede, e se non lo si vede non lo si può spiegare, non lo si può descrivere. Non può essere isolato mentalmente come fenomeno comprensibile. Chiunque abbia visto "il rosso" sa cos'è, e non ha bisogno di spiegazioni.
Analogamente la proprietà denotata da 'buono' non è spiegabile. Nei Principia ethica (cap. I, §§ 6-7) così si esprime Moore «se mi si chiede: "che cosa è buono?", la mia risposta è che buono è buono e null'altro. O se mi si domanda: "come si deve definire buono?", la mia risposta è che esso non si può definire, e questo è tutto quel che ho da dire sull'argomento». Questa prospettiva viene detta intuizionismo etico.
Né l'idealismo né l'utilitarismo avrebbero mai potuto chiarire il significato di 'buono' e tanto meno ciò che esso sottende nella sua forma più strutturale: l'etica. Inoltre non è possibile neppure definire l'etica come uno strumento che riesca a configurare epistemologicamente la nozione generale di bene, posto che l'etica stessa sia coerente con l'idea di Bene. 
Difatti l'utilitarismo etico non fa altro che ridurre il Bene al piacere e da ciò deriva che ciò che piace è anche ciò che è Bene. Tale assunto prevarica su ogni altra coerenza generale e finisce con l'individuare entro la sfera del puro piacere il soddisfacimento del Bene, quindi rimanendo isolato all'interno della sfera delle scelte di piacere, annullando qualsiasi altra configurazione che sia rivolta a sistemi generali.
D'altro canto l'idealismo etico, assumendo come riferimento l'aspetto metafisico del Bene e collocandolo in un àmbito trascendente, ne distrugge l'aspetto umano e terreno, confinandolo in un iperuranio inaccessibile e incomprensibile se non nella sua forma mistica.
L'idea di Moore invece è molto più concreta e considera l'etica una forma di scienza oggettiva. Sulla scorta di tale assunto la condotta umana può effettivamente essere definita come buona o cattiva. Inoltre, dal momento che il Bene e il giusto è facilmente individuabile ed è evidente agli occhi di chiunque, il dovere etico «consiste soprattutto nella realizzazione del bene e del giusto con qualsiasi mezzo. Il Bene non può che essere disinteressato» e il giusto non ha scopo alcuno se non quello di consentire al bene di realizzarsi in maniera univocamente riconoscibile da chiunque.
La sfera particolare e soggettiva è esclusa, in quanto il singolo non può fare altro che riconoscere quel bene che è patrimonio comune e quel giusto che ne consente la realizzazione.
Infine l'armonia tra il Bene il giusto, la sua costruzione e il suo mantenimento sono le finalità delle azioni umane, che in ciò vedono la realizzazione del Bene universale, passando attraverso la realizzazione di beni particolari.

## Edizioni
- Principia Ethica, Cambridge, Cambridge University Press, 1903.
- Principia Ethica, traduzione di Gianni Vattimo, Prefazione di Nicola Abbagnano, Collana Idee nuove, Milano, Bompiani, 1964.
- Principia Ethica. Con la Prefazione alla II ed. del 1922, a cura di Sergio Cremaschi e Massimo Reichlin, Collezione Il pensiero occidentale, Milano-Firenze, Bompiani, 2023, ISBN 978-88-301-0143-2.